# Mesochorus callidus
Mesochorus callidus är en stekelart som beskrevs av Dasch 1974. Mesochorus callidus ingår i släktet Mesochorus och familjen brokparasitsteklar. Inga underarter finns listade i Catalogue of Life.